# 韓煋
韓煋（？—17世紀），字心垣，陝西鳳翔府寶雞縣人，明朝、南明軍事人物。

## 生平
韓煋是選貢出身，曾擔任順義知縣、汝寧同知和知府。汝寧復城，他調劉洪禮、沈萬登守城，又拿出崇王王府金錢派發給難民，不久防禦使金有章在當地虐待人民，他入山躲避，很快回來斬殺金有章和偽汝寧知府鄧璉。孫玉成焚香迎接韓煋，陞河南按察司僉事，聯合鳳陽兵、河南鄉兵收復信陽、沈丘，人民提出向周維新乞師，因此奪回息縣等十六個縣；義師將領申友志也收復上蔡斬殺偽縣令。劉洪禮死後，他和李際遇、伍三秀入固始的山中自保；劉洪起敗亡，他痛哭到不再見人。

## 引用
1. 1 2  錢海岳《南明史·卷三十九·列傳第十五》：（崇禎十六年二月）防禦使金有章虐於汝寧，萬登計縛之，並汝寧尹鄧璉等磔於市。……（韓）煋，字心垣，寶雞人。選貢。歷順義知縣、汝寧同知知府。復城，調（劉）洪禮、（沈）萬登守之。出崇府錢給難民，（金）有章至，入山，旋斬有章。
2. ↑  錢海岳《南明史·卷三十九·列傳第十五》：（崇禎十七年）六月，（李）自成將袁宗第聞（劉）洪起復汝，自德安馳至，洪起棄城，復走良玉軍。（李）際遇亦與韓煋、伍三秀走固始。……孫玉成焚香迎之，陞河南僉事，合鳳兵、河南鄉兵復信陽、沈丘，士民獻令周維新乞師，因復息等十六州縣。義師帥申友志亦復上蔡斬令。洪禮死，與（伍）三秀入山自保，洪起敗歿，痛哭杜門。